# إدوارد إيكولز
إدوارد إيكولز هو محامي وسياسي أمريكي، ولد في 2 سبتمبر 1849 في مقاطعة مونرو في الولايات المتحدة، وتوفي في 19 ديسمبر 1914 في ستونتون في الولايات المتحدة. نشط حزبياً في الحزب الديمقراطي. وقد انتخب عضو مجلس ولاية فرجينيا ‏.